# 2013年の日本シリーズ
2013年の日本シリーズ（2013ねんのにっぽんシリーズ、2013ねんのにほんシリーズ）は、2013年（平成25年）10月26日から11月3日まで開催された東北楽天ゴールデンイーグルス（以下、楽天）と読売ジャイアンツ（以下、巨人）による第64回プロ野球日本選手権シリーズである。

## 概要
今大会も前年に引き続き、ゲームソフト大手のコナミ株式会社（後のコナミホールディングス株式会社）が大会特別協賛スポンサーとなり、大会名を「KONAMI日本シリーズ2013」として開催された。なお、コナミは本年限りで大会特別協賛スポンサーから撤退し、翌年から三井住友銀行が大会特別協賛スポンサーになった。
楽天は球団創立9年目で初の日本シリーズ出場。本拠地の宮城球場（Kスタ宮城）では初の日本シリーズ開催。巨人は現存のパ・リーグ6球団と全て日本シリーズで対戦、球団消滅の近鉄とも対戦しており、巨人が日本シリーズで対戦したのは楽天で7球団目。巨人は1934年設立、楽天は2004年設立と、現存する球団では最古（巨人）と最新（楽天）の球団による対戦でもある。
楽天が4勝3敗で球団史上初の日本一に輝いた。球団創立9年目での日本一は毎日オリオンズの1年目、西鉄ライオンズの6年目に次ぐ早さである。監督の星野仙一は監督として4度目のシリーズ出場で初の日本一。星野監督は中日での現役選手時代にも日本一はなく、プロ野球生活で最初で最後の日本一となった。また星野にとって本シリーズが生涯最後の日本シリーズ出場となった。
この日本シリーズで楽天が日本一になった事により、現存する12球団全てが前身および特殊ルール込みを含め日本一になった。また、パ・リーグ球団はこの年から2020年まで日本シリーズ8連覇を達成することになる。

## 開催要項
2013年10月9日に日本野球機構から発表された。
- 第1戦 10月26日（日本製紙クリネックススタジアム宮城）
- 第2戦 10月27日（同上）
- 第3戦 10月29日（東京ドーム）
- 第4戦 10月30日（同上）
- 第5戦 10月31日（同上）
- 第6戦 11月2日（日本製紙クリネックススタジアム宮城）
- 第7戦 11月3日（同上）

- 試合は第1、2、6、7戦をパ・リーグクライマックスシリーズ優勝チーム・楽天の、第3、4、5戦をセ・リーグクライマックスシリーズ優勝チーム・巨人の本拠地球場で、すべてナイターで行われる。
- 雨天などの理由により中止の場合はその球場で順延とし、以下の通りの日程で行う。
  - 第1、2戦で中止の場合はその球場で順延とし、1日移動日を設け、第3戦を行うが、第5戦と6戦の間の移動日は設けない。
  - 第3戦以降で中止の場合はその球場で順延とし、第5戦と6戦の間の移動日は設けない。
  - 第7試合で決着がつかない場合、11月4日（延期の場合は第7戦のあくる日）にパ・リーグの本拠地で第8戦を開催。それでも決着がつかない場合は1日移動日を挟んで11月6日（または第8戦の翌々日）に第9戦をセ・リーグの本拠地で開催する。
- パ・リーグの本拠地球場に限り指名打者（DH）制度が採用される。
- 両チーム監督の合意により、日本シリーズでは2005年の千葉ロッテマリーンズVS阪神タイガース以来8年ぶり3度目となる予告先発（両チーム監督による紳士協定）が行われる。
- 延長戦は第7戦までは15回まで、引き分けの発生により第8戦以降を行う場合は回数無制限で行う。
- 優勝チームには同年11月に台湾で行われるアジアシリーズ2013の出場権が与えられる。
- 2010年の日本シリーズ以来3年ぶりに屋外球場での試合が行われることになった。

## 開催球場と開始時刻
- 日本製紙クリネックススタジアム宮城[5][6]
  - 4試合すべて18時30分開始。
- 東京ドーム
  - 3試合すべて18時15分[7]開始。

## クライマックスシリーズからのトーナメント表
|  | CS1st           | CS1st |                                               |       | CSファイナル     | CSファイナル |                  |         | 日本選手権シリーズ | 日本選手権シリーズ |
|  |                 |       |                                               |       |                  |              |                  |         |                    |                    |
|  |                 |       |                                               |       |                  |              |                  |         |                    |                    |
|  |                 |       |                                               |       |                  |              |                  |         |                    |                    |
|  |                 |       |                                               |       |                  |              |                  |         |                    |                    |
|  |                 |       | （6戦4勝制＜含・アドバンテージ1＞）東京ドーム |       |                  |              |                  |         |                    |                    |
|  |                 |       |                                               |       |                  |              |                  |         |                    |                    |
|  | 巨人（セ優勝）  | ☆○○○  |                                               |       |                  |              |                  |         |                    |                    |
|  | 巨人（セ優勝）  | ☆○○○  | （3戦2勝制）阪神甲子園球場                    |       |                  |              |                  |         |                    |                    |
|  |                 |       | 広島                                          | ★●●●  |                  |              |                  |         |                    |                    |
|  | 阪神（セ2位）   | ●●    | 広島                                          | ★●●●  |                  |              |                  |         |                    |                    |
|  | 阪神（セ2位）   | ●●    | （7戦4勝制） Kスタ宮城 東京ドーム             |       |                  |              |                  |         |                    |                    |
|  | 広島（セ3位）   | ○○    |                                               |       |                  |              |                  |         |                    |                    |
|  | 広島（セ3位）   | ○○    |                                               |       | 巨人（セCS優勝） | ○●●○●○●      |                  |         |                    |                    |
|  |                 |       |                                               |       | 巨人（セCS優勝） | ○●●○●○●      |                  |         |                    |                    |
|  |                 |       |                                               |       |                  |              | 楽天（パCS優勝） | ●○○●○●○ |                    |                    |
|  |                 |       |                                               |       |                  |              | 楽天（パCS優勝） | ●○○●○●○ |                    |                    |
|  |                 |       | （6戦4勝制＜含・アドバンテージ1＞）Kスタ宮城  |       |                  |              |                  |         |                    |                    |
|  |                 |       |                                               |       |                  |              |                  |         |                    |                    |
|  | 楽天（パ優勝）  | ☆○●○○ |                                               |       |                  |              |                  |         |                    |                    |
|  | 楽天（パ優勝）  | ☆○●○○ | （3戦2勝制）西武ドーム                        |       |                  |              |                  |         |                    |                    |
|  |                 |       | ロッテ                                        | ★●○●● |                  |              |                  |         |                    |                    |
|  | 西武（パ2位）   | ●○●   | ロッテ                                        | ★●○●● |                  |              |                  |         |                    |                    |
|  | 西武（パ2位）   | ●○●   |                                               |       |                  |              |                  |         |                    |                    |
|  | ロッテ（パ3位） | ○●○   |                                               |       |                  |              |                  |         |                    |                    |
|  | ロッテ（パ3位） | ○●○   |                                               |       |                  |              |                  |         |                    |                    |

☆・★=クライマックスシリーズ・ファイナルのアドバンテージ1勝・1敗分

## 出場資格者
| 東北楽天ゴールデンイーグルス | 東北楽天ゴールデンイーグルス | 東北楽天ゴールデンイーグルス   |
| ---------------------------- | ---------------------------- | ------------------------------ |
| 監督                         | 77                           | 星野仙一                       |
| コーチ                       | 80                           | 仁村徹（チーフ）               |
| コーチ                       | 82                           | 田代富雄（打撃）               |
| コーチ                       | 89                           | 平石洋介（打撃）               |
| コーチ                       | 71                           | 佐藤義則（投手）               |
| コーチ                       | 72                           | 森山良二（投手・ブルペン担当） |
| コーチ                       | 70                           | 三輪隆（バッテリー）           |
| コーチ                       | 73                           | 鈴木康友（内野守備走塁）       |
| コーチ                       | 76                           | 米村理（外野守備走塁）         |
| コーチ                       | 95                           | 大久保博元（二軍監督）         |
| 投手                         | 14                           | 則本昂大                       |
| 投手                         | 18                           | 田中将大                       |
| 投手                         | 20                           | 長谷部康平                     |
| 投手                         | 21                           | 釜田佳直                       |
| 投手                         | 22                           | 戸村健次                       |
| 投手                         | 26                           | 金刃憲人                       |
| 投手                         | 28                           | 片山博視                       |
| 投手                         | 31                           | 美馬学                         |
| 投手                         | 41                           | 青山浩二                       |
| 投手                         | 42                           | ケニー・レイ                   |
| 投手                         | 44                           | 斎藤隆                         |
| 投手                         | 45                           | 川井貴志                       |
| 投手                         | 53                           | ジム・ハウザー                 |
| 投手                         | 57                           | 小山伸一郎                     |
| 投手                         | 58                           | 辛島航                         |
| 投手                         | 64                           | 福山博之                       |
| 投手                         | 69                           | ブランドン・ダックワース       |
| 投手                         | 90                           | 宮川将                         |
| 捕手                         | 27                           | 岡島豪郎                       |
| 捕手                         | 29                           | 小関翔太                       |
| 捕手                         | 37                           | 嶋基宏                         |
| 捕手                         | 48                           | 伊志嶺忠                       |
| 捕手                         | 65                           | 小山桂司                       |
| 内野手                       | 3                            | ケーシー・マギー               |
| 内野手                       | 6                            | 藤田一也                       |
| 内野手                       | 7                            | 松井稼頭央                     |
| 内野手                       | 9                            | 阿部俊人                       |
| 内野手                       | 32                           | 枡田慎太郎                     |
| 内野手                       | 33                           | 銀次                           |
| 内野手                       | 43                           | 小斉祐輔                       |
| 内野手                       | 55                           | 西田哲朗                       |
| 内野手                       | 67                           | 岩﨑達郎                       |
| 内野手                       | 68                           | 仲澤広基                       |
| 外野手                       | 0                            | 森山周                         |
| 外野手                       | 5                            | 牧田明久                       |
| 外野手                       | 8                            | 中島俊哉                       |
| 外野手                       | 23                           | 聖澤諒                         |
| 外野手                       | 25                           | アンドリュー・ジョーンズ       |
| 外野手                       | 35                           | 島内宏明                       |
| 外野手                       | 36                           | 榎本葵                         |

| 読売ジャイアンツ | 読売ジャイアンツ | 読売ジャイアンツ         |
| ---------------- | ---------------- | ------------------------ |
| 監督             | 88               | 原辰徳                   |
| コーチ           | 78               | 川相昌弘(ヘッド)         |
| コーチ           | 71               | 川口和久（投手総合）     |
| コーチ           | 85               | 斎藤雅樹（投手）         |
| コーチ           | 89               | 村田真一（打撃）         |
| コーチ           | 80               | 江藤智（打撃）           |
| コーチ           | 75               | 勝呂壽統（内野守備走塁） |
| コーチ           | 79               | 大西崇之（外野守備走塁） |
| コーチ           | 82               | 秦真司（バッテリー）     |
| コーチ           | 76               | 高田誠（ブルペン）       |
| コーチ           | 83               | 岡崎郁（二軍監督）       |
| 投手             | 15               | 澤村拓一                 |
| 投手             | 17               | 香月良太                 |
| 投手             | 18               | 杉内俊哉                 |
| 投手             | 19               | 菅野智之                 |
| 投手             | 20               | スコット・マシソン       |
| 投手             | 26               | 内海哲也                 |
| 投手             | 28               | 高木京介                 |
| 投手             | 29               | 福田聡志                 |
| 投手             | 35               | 西村健太朗               |
| 投手             | 37               | 田原誠次                 |
| 投手             | 43               | 青木高広                 |
| 投手             | 47               | 山口鉄也                 |
| 投手             | 49               | マニー・アコスタ         |
| 投手             | 54               | デニス・ホールトン       |
| 投手             | 59               | 小山雄輝                 |
| 投手             | 63               | 笠原将生                 |
| 投手             | 65               | 今村信貴                 |
| 投手             | 99               | 阿南徹                   |
| 捕手             | 10               | 阿部慎之助               |
| 捕手             | 27               | 實松一成                 |
| 捕手             | 40               | 加藤健                   |
| 捕手             | 95               | 河野元貴                 |
| 内野手           | 00               | 寺内崇幸                 |
| 内野手           | 0                | 藤村大介                 |
| 内野手           | 5                | ホセ・ロペス             |
| 内野手           | 6                | 坂本勇人                 |
| 内野手           | 23               | 脇谷亮太                 |
| 内野手           | 25               | 村田修一                 |
| 内野手           | 33               | 石井義人                 |
| 内野手           | 53               | 高口隆行                 |
| 内野手           | 61               | 中井大介                 |
| 外野手           | 7                | 長野久義                 |
| 外野手           | 8                | 谷佳知                   |
| 外野手           | 9                | 亀井善行                 |
| 外野手           | 12               | 鈴木尚広                 |
| 外野手           | 24               | 高橋由伸                 |
| 外野手           | 31               | 松本哲也                 |
| 外野手           | 32               | 橋本到                   |
| 外野手           | 42               | ジョン・ボウカー         |
| 外野手           | 48               | 矢野謙次                 |

## 試合結果
| 日付                                         | 試合   | ビジター球団（先攻）         | スコア | ホーム球団（後攻）           | 開催球場                         |
| -------------------------------------------- | ------ | ---------------------------- | ------ | ---------------------------- | -------------------------------- |
| 10月26日（土）                               | 第1戦  | 読売ジャイアンツ             | 2 - 0  | 東北楽天ゴールデンイーグルス | 日本製紙クリネックスタジアム宮城 |
| 10月27日（日）                               | 第2戦  | 読売ジャイアンツ             | 1 - 2  | 東北楽天ゴールデンイーグルス | 日本製紙クリネックスタジアム宮城 |
| 10月28日（月）                               | 移動日 | 移動日                       | 移動日 | 移動日                       | 移動日                           |
| 10月29日（火）                               | 第3戦  | 東北楽天ゴールデンイーグルス | 5 - 1  | 読売ジャイアンツ             | 東京ドーム                       |
| 10月30日（水）                               | 第4戦  | 東北楽天ゴールデンイーグルス | 5 - 6  | 読売ジャイアンツ             | 東京ドーム                       |
| 10月31日（木）                               | 第5戦  | 東北楽天ゴールデンイーグルス | 4 - 2  | 読売ジャイアンツ             | 東京ドーム                       |
| 11月1日（金）                                | 移動日 | 移動日                       | 移動日 | 移動日                       | 移動日                           |
| 11月2日（土）                                | 第6戦  | 読売ジャイアンツ             | 4 - 2  | 東北楽天ゴールデンイーグルス | 日本製紙クリネックスタジアム宮城 |
| 11月3日（日）                                | 第7戦  | 読売ジャイアンツ             | 0 - 3  | 東北楽天ゴールデンイーグルス | 日本製紙クリネックスタジアム宮城 |
| 優勝：東北楽天ゴールデンイーグルス（初優勝） |        |                              |        |                              |                                  |

### 第1戦

#### 概要（第1戦）
東北地方で初めて行われた日本シリーズは継投で巨人が楽天を完封勝利で先勝、楽天は球団初の日本シリーズでの試合となったが敗れた。巨人は5回表に長野の右前適時打と、8回表に村田のソロ本塁打で2点を挙げ、投げては2回以降毎回塁へ走者を出しながらも、先発の内海が6回まで、それ以降をマシソン、山口、西村の盤石の継投で零封し勝利した。楽天は先発で好投した則本を援護できず、巨人を上回る9安打を放ちながら、5回裏一塁の場面で嶋のエンドランで一塁走者の松井が、ロペスの好送球で三塁で憤死、8回にも2死一、二塁で松井が左翼へ放った、スタンドすれすれの飛球を亀井に好捕されるなど、得点する事が出来なかった。
この試合の前日付で、日本野球機構の加藤良三コミッショナーが辞任した為、統一球導入以降コミッショナーの名前が刻印されていた使用球に名前が入らず、この日から代行を務めた宮内義彦はこの試合を欠席した。

#### スコア（第1戦）
●楽天 0 - 2 巨人○ （日本製紙クリネックススタジアム宮城）
|      | 1 | 2 | 3 | 4 | 5 | 6 | 7 | 8 | 9 | R | H | E |
| ---- | - | - | - | - | - | - | - | - | - | - | - | - |
| 巨人 | 0 | 0 | 0 | 0 | 1 | 0 | 0 | 1 | 0 | 2 | 4 | 1 |
| 楽天 | 0 | 0 | 0 | 0 | 0 | 0 | 0 | 0 | 0 | 0 | 9 | 1 |

1. （楽天0勝1敗）
2. 巨：○内海（6回）- Hマシソン（1回）- H山口（1回）- S西村（1回）
3. 楽：●則本（8回）- 小山伸（0回2/3）- ハウザー（0回1/3）
4. 勝利：内海（1勝）
5. セーブ：西村（1S）
6. 敗戦：則本（1敗）
7. 本塁打
巨：村田1号（8回1点・則本）
8. 審判
［球審］佐々木
［塁審］秋村（1B）、森（2B）、木内（3B）
［外審］杉永（LL）、有隅（RL）
9. 開始：18時35分 有料入場者：25,209人 時間：3時間20分
  - 国歌独唱はさとう宗幸（歌手）

#### オーダー（第1戦）
| 巨人 | 巨人 | 巨人   |
| 打順 | 守備 | 選手   |
| ---- | ---- | ------ |
| 1    | [右] | 長野   |
| 2    | [二] | 寺内   |
| 3    | [捕] | 阿部   |
| 4    | [三] | 村田   |
| 5    | [指] | 高橋由 |
| 6    | [一] | ロペス |
| 7    | [遊] | 坂本   |
| 8    | [左] | 亀井   |
| 9    | [中] | 橋本   |

| 楽天 | 楽天 | 楽天       |
| 打順 | 守備 | 選手       |
| ---- | ---- | ---------- |
| 1    | [右] | 岡島       |
| 2    | [二] | 藤田       |
|      | 走   | 森山       |
| 3    | [一] | 銀次       |
| 4    | [指] | ジョーンズ |
| 5    | [三] | マギー     |
| 6    | [左] | 枡田       |
|      | 打左 | 中島       |
|      | 打左 | 牧田       |
| 7    | [遊] | 松井       |
| 8    | [捕] | 嶋         |
| 9    | [中] | 聖澤       |

#### ベンチ入り選手（第1戦）
（スタメン除く、途中出場した選手は太字 - 以下同じ）
巨人
- 投手澤村、マシソン、西村、青木、山口、小山、今村
- 捕手：實松、加藤健
- 内野手：脇谷、石井
- 外野手：鈴木、松本哲、ボウカー、矢野

楽天
- 投手：長谷部、金刃、レイ、斎藤、ハウザー、小山伸、福山、宮川
- 捕手：伊志嶺
- 内野手：阿部、西田、岩﨑
- 外野手：森山、牧田、中島

#### 記録（第1戦）
以下、断り書きが無い場合、いずれの達成者も日本シリーズ史上とする
チーム
- 初試合：楽天、1979年の近鉄以来34年ぶり、14球団目
- 球団初敗戦：楽天
- 継投で零封：巨人、27度目

個人
- 新人先発投手：則本昂大（楽天） 。史上18人目、23度目。第1戦での先発は61年ぶり史上3人目
- 新人初登板初先発：同上、史上13人目[11]
- 新人二桁奪三振：10奪三振、同上。2000年の高橋尚成（巨人）以来13年ぶり、史上2人目
- 通算ホールド：6、山口鉄也（巨人）。 越智大祐（巨人）と自己を更新する単独記録。

### 第2戦

#### 概要（第2戦）
楽天が田中の毎回12奪三振、3安打1失点の完投勝利で、日本シリーズ球団初勝利で1勝1敗のタイとした。楽天は6回裏の1死二塁の場面で、前日の試合で巨人の先制点のきっかけとなる失策と、打っては5打数無安打に抑えられた銀次が甘く入ったスライダーを中前適時打として、1点を先制。7回裏の2死一、三塁の場面で藤田の二ゴロが微妙な判定で内野安打となり、巨人の原監督が猛抗議するものの覆らず、2点目が入った。巨人打線は8回の寺内のソロ本塁打による1点に終わり、4回表の2死一、三塁と、6回表の2死満塁の場面でいずれもロペスが凡退で、好投した先発の菅野を援護できなかった。なお、第2戦以降は楽天が常に先制点を挙げる形で試合が進められる展開となった。

#### スコア（第2戦）
○楽天 2 - 1 巨人● （日本製紙クリネックススタジアム宮城）
|      | 1 | 2 | 3 | 4 | 5 | 6 | 7 | 8 | 9 | R | H | E |
| ---- | - | - | - | - | - | - | - | - | - | - | - | - |
| 巨人 | 0 | 0 | 0 | 0 | 0 | 0 | 0 | 1 | 0 | 1 | 3 | 0 |
| 楽天 | 0 | 0 | 0 | 0 | 0 | 1 | 1 | 0 | X | 2 | 9 | 0 |

1. （楽天1勝1敗）
2. 巨：●菅野（5回1/3）- 澤村（1回1/3）- 青木（0回1/3）- マシソン（1回）
3. 楽：○田中（9回）
4. 勝利：田中（1勝）
5. 敗戦：菅野（1敗）
6. 本塁打
巨：寺内1号（8回1点・田中）
7. 審判
［球審］木内
［塁審］森（1B）、杉永（2B）、有隅（3B）
［外審］山村達（LL）、飯塚（RL）
8. 開始：18時33分 有料入場者：25,219人 時間：3時間16分

#### オーダー（第2戦）
| 巨人 | 巨人 | 巨人     |
| 打順 | 守備 | 選手     |
| ---- | ---- | -------- |
| 1    | [右] | 長野     |
| 2    | [二] | 寺内     |
| 3    | [捕] | 阿部     |
| 4    | [三] | 村田     |
| 5    | [指] | 高橋由   |
| 6    | [一] | ロペス   |
| 7    | [遊] | 坂本     |
| 8    | [左] | 亀井     |
| 9    | [中] | 橋本     |
|      | 打   | ボウカー |
|      | 中   | 松本哲   |

| 楽天 | 楽天 | 楽天       |
| 打順 | 守備 | 選手       |
| ---- | ---- | ---------- |
| 1    | [右] | 岡島       |
| 2    | [二] | 藤田       |
| 3    | [一] | 銀次       |
| 4    | [指] | ジョーンズ |
|      | 走指 | 森山       |
| 5    | [三] | マギー     |
| 6    | [左] | 枡田       |
|      | 左   | 牧田       |
| 7    | [遊] | 松井       |
| 8    | [捕] | 嶋         |
| 9    | [中] | 聖澤       |

#### ベンチ入り選手（第2戦）
巨人
- 投手：澤村、マシソン、西村、青木、山口、小山、今村
- 捕手：實松、加藤
- 内野手：脇谷、石井
- 外野手：鈴木、松本哲、ボウカー、矢野

楽天
- 投手：長谷部、金刃、レイ、斎藤、小山伸、福山、宮川
- 捕手：伊志嶺
- 内野手：阿部、西田、岩﨑
- 外野手：森山、牧田、中島、島内

#### 記録（第2戦）
チーム
- 球団初勝利：楽天
- 毎回三振：巨人、史上8度目
- 通算1000三振：巨人、9回に坂本勇人が田中将大から。史上初

個人
- 新人先発投手：菅野智之（巨人）、史上19人目、24度目
- 新人初登板初先発：同上、史上14人目
- 二桁奪三振：田中将大（楽天）、史上18人目、20度目
- 毎回奪三振：同上、史上3人目

### 第3戦

#### 概要（第3戦）
楽天が先発野手全員による13安打で、巨人の先発の杉内を2回途中で降板させるなど打線で圧倒、投げては美馬の好投もあり、5対1で勝利し対戦成績を2勝1敗とした。楽天は2回表に二死満塁から、藤田、銀次の連続二塁打で4点を先制し、8回表にも追加点を挙げて試合を決めた。巨人は美馬に対し6回途中まで無四球、4安打に抑えられ、6回の美馬のアクシデントによる降板を受けて登板したレイにも2回1/3を8回裏の矢野のソロ本塁打による1失点に抑えられた。巨人は高橋、ロペスがここまで3試合で無安打、同じく阿部が1安打など打線が低調となってしまった。
巨人の本拠地ポストシーズンの連勝は9で止まった（2012年のクライマックスシリーズ 第4戦以降）。

#### スコア（第3戦）
●巨人 1 - 5 楽天○ （東京ドーム）
|      | 1 | 2 | 3 | 4 | 5 | 6 | 7 | 8 | 9 | R | H  | E |
| ---- | - | - | - | - | - | - | - | - | - | - | -- | - |
| 楽天 | 0 | 4 | 0 | 0 | 0 | 0 | 0 | 1 | 0 | 5 | 13 | 1 |
| 巨人 | 0 | 0 | 0 | 0 | 0 | 0 | 0 | 1 | 0 | 1 | 6  | 0 |

1. （巨人1勝2敗）
2. 楽：○美馬（5回2/3）- レイ（2回1/3）- 斎藤（1回）
3. 巨：●杉内（1回2/3）- 小山（3回1/3）- 今村（2回）- 青木（2回）
4. 勝利：美馬（1勝）
5. 敗戦：杉内（1敗）
6. 本塁打
巨：矢野1号（8回1点・レイ）
7. 審判
［球審］有隅
［塁審］杉永（1B）、山村達（2B）、飯塚（3B）
［外審］佐々木（LL）、秋村（RL）
8. 開始：18時18分 有料入場者：44,940人 時間：3時間26分
  - 国歌独唱は小林沙羅（ソプラノ歌手）、始球式は白井健三（体操選手）

#### オーダー（第3戦）
| 楽天 | 楽天   | 楽天       |
| 打順 | 守備   | 選手       |
| ---- | ------ | ---------- |
| 1    | [右]   | 岡島       |
|      | 中     | 聖澤       |
| 2    | [二]   | 藤田       |
| 3    | [一]   | 銀次       |
| 4    | [左]   | ジョーンズ |
|      | 走左   | 森山       |
| 5    | [三]   | マギー     |
| 6    | [中]右 | 牧田       |
| 7    | [遊]   | 松井       |
| 8    | [捕]   | 嶋         |
| 9    | [投]   | 美馬       |
|      | 投     | レイ       |
|      | 打     | 中島       |
|      | 投     | 斎藤       |

| 巨人 | 巨人   | 巨人     |
| 打順 | 守備   | 選手     |
| ---- | ------ | -------- |
| 1    | [中]   | 長野     |
| 2    | [二]   | 寺内     |
|      | 打二   | 脇谷     |
| 3    | [捕]   | 阿部     |
| 4    | [三]   | 村田     |
| 5    | [左]右 | 高橋由   |
| 6    | [一]   | ロペス   |
|      | 投     | 青木     |
|      | 打     | 石井     |
| 7    | [遊]   | 坂本     |
| 8    | [右]   | 亀井     |
|      | 投     | 今村     |
|      | 左     | 矢野     |
| 9    | [投]   | 杉内     |
|      | 投     | 小山     |
|      | 打左一 | ボウカー |

#### ベンチ入り選手（第3戦）
楽天
- 投手：長谷部、釜田、金刃、レイ、斎藤、小山伸、福山、宮川
- 捕手：伊志嶺
- 内野手：阿部、枡田、岩﨑
- 外野手：森山、中島、聖澤、島内

巨人
- 投手：澤村、マシソン、西村、青木、山口、小山、今村
- 捕手：實松、加藤
- 内野手：脇谷、石井
- 外野手：谷、鈴木、松本哲、ボウカー、矢野

#### 記録（第3戦）
チーム
- 先発出場野手全員安打：楽天、13安打

個人
- パ・リーグ最年長登板投手：斎藤隆（楽天）、43歳8カ月[16][17]
- 最年長ブランク出場：斎藤隆（楽天）、横浜時代の1998年以来15年ぶり。タイ記録、投手では新記録[18]

### 第4戦

#### 概要（第4戦）
巨人がシーソーゲームを制し2勝2敗のタイとした。巨人は前日までシリーズ無安打のロペスや、高橋を外すなど打線を組み替えた。初回、楽天のジョーンズに3点本塁打が飛び出すなど楽天に4点を取られリードを許す一方、巨人も村田や長野の適時打などで4回までに3点。さらに、5回には長野に2点適時二塁打が飛び出し巨人が5対4と逆転したが、その後楽天の聖澤に同点適時二塁打を許すも、巨人は7回裏に1死一、二塁で寺内が決勝点となる適時打を放ち再び勝ち越し。この後はマシソンと山口と継投し、勝利した。楽天投手陣は先発ハウザーが3回4四球1死球など、この試合だけで12与四死球で、星野監督は試合後に四球が多かった事を敗因としてあげている。
なお、この日明らかになった元巨人選手・監督の川上哲治の死去を受けて、両軍の選手は喪章をつけて試合を行い、試合前には川上氏の業績を称えるビデオ上映と黙祷が行われた。

#### スコア（第4戦）
○巨人 6 - 5 楽天● （東京ドーム）
|      | 1 | 2 | 3 | 4 | 5 | 6 | 7 | 8 | 9 | R | H  | E |
| ---- | - | - | - | - | - | - | - | - | - | - | -- | - |
| 楽天 | 3 | 1 | 0 | 0 | 0 | 1 | 0 | 0 | 0 | 5 | 10 | 2 |
| 巨人 | 1 | 0 | 0 | 2 | 2 | 0 | 1 | 0 | X | 6 | 7  | 0 |

1. （巨人2勝2敗）
2. 楽：ハウザー（3回）- 宮川（0回0/3）- 小山伸（2回）- ●長谷部（2回）- 金刃（1回）
3. 巨：ホールトン（3回）- 今村（1回）- 澤村（2回）- ○マシソン（2回）- S山口（1回）
4. 勝利：マシソン（1勝）
5. セーブ：山口（1S）
6. 敗戦：長谷部（1敗）
7. 本塁打
楽：ジョーンズ1号（1回3点・ホールトン）
8. 審判
［球審］飯塚
［塁審］山村達（1B）、佐々木（2B）、秋村（3B）
［外審］木内（LL）、森（RL）
9. 開始：18時18分 有料入場者：44,968人 時間：4時間7分

#### オーダー（第4戦）
| 楽天 | 楽天 | 楽天       |
| 打順 | 守備 | 選手       |
| ---- | ---- | ---------- |
| 1    | [右] | 岡島       |
| 2    | [二] | 藤田       |
| 3    | [一] | 銀次       |
| 4    | [左] | ジョーンズ |
| 5    | [三] | マギー     |
| 6    | [遊] | 松井       |
| 7    | [捕] | 嶋         |
| 8    | [中] | 聖澤       |
| 9    | [投] | ハウザー   |
|      | 投   | 宮川       |
|      | 投   | 小山伸     |
|      | 打   | 島内       |
|      | 投   | 長谷部     |
|      | 打   | 枡田       |
|      | 投   | 金刃       |

| 巨人 | 巨人   | 巨人       |
| 打順 | 守備   | 選手       |
| ---- | ------ | ---------- |
| 1    | [中]右 | 長野       |
| 2    | [二]   | 寺内       |
| 3    | [遊]   | 坂本       |
| 4    | [捕]   | 阿部       |
| 5    | [三]   | 村田       |
| 6    | [右]左 | 矢野       |
|      | 投     | 澤村       |
|      | 打     | 谷         |
|      | 投     | マシソン   |
|      | 打     | 鈴木       |
|      | 投     | 山口       |
| 7    | [左]   | ボウカー   |
|      | 投     | 今村       |
|      | 一     | ロペス     |
| 8    | [一]   | 中井       |
|      | 打中   | 松本哲     |
| 9    | [投]   | ホールトン |
|      | 右左   | 亀井       |

#### ベンチ入り選手（第4戦）
楽天
- 投手：則本、長谷部、金刃、レイ、斎藤、小山伸、福山、宮川
- 捕手：伊志嶺
- 内野手：阿部、枡田、岩﨑
- 外野手：森山、牧田、中島、島内

巨人
- 投手：澤村、マシソン、高木京、西村、青木、山口、笠原、今村
- 捕手：實松
- 内野手：ロペス、脇谷
- 外野手：谷、亀井、鈴木、高橋由、松本哲

#### 記録（第4戦）
チーム
- 与四死球：12[22]（楽天）、日本シリーズタイ記録（2度目）[23][24]

個人
- 退場処分：宮川将（楽天）、史上3人目。4回裏に寺内崇幸に頭部への死球で危険球退場処分。危険球による退場処分は史上2人目[25]
- 球団初本塁打：アンドリュー・ジョーンズ（楽天）、1回ホールトンから3ラン

### 第5戦

#### 概要（第5戦）
このシリーズ初の延長戦となった試合は、延長10回に勝ち越した楽天が3勝2敗として日本一に王手をかけた。楽天は3回に2本の適時打で4試合連続で先制点を挙げ、先発の辛島は5回を1安打無失点に抑え、6回からは第1戦先発の則本がリリーフ登板。巨人は7回裏に村田が則本からかつこのシリーズ2本目のソロ本塁打で1点を返し、土壇場の9回裏にも村田が1死一、三塁から同点となる適時打を放ちなおもサヨナラのチャンスだったが、同点止まり。ここで勝負を決められなかったことが、大きく響いた。延長戦に入り10回表、楽天は先頭打者の則本が、西村から四球で出塁し、藤田には死球を与え、1死一、二塁から銀次が中前安打を放ち則本がホームに生還し勝ち越し、この後ジョーンズの適時打で、さらに1点を加えると、その裏も則本が続投し3者凡退に抑えて試合終了。巨人打線はこの日も4安打2点で、3番坂本、4番阿部が無安打に終わっている。

#### スコア（第5戦）
●巨人 2 - 4 楽天○ （東京ドーム）
|      | 1 | 2 | 3 | 4 | 5 | 6 | 7 | 8 | 9 | 10 | R | H  | E |
| ---- | - | - | - | - | - | - | - | - | - | -- | - | -- | - |
| 楽天 | 0 | 0 | 2 | 0 | 0 | 0 | 0 | 0 | 0 | 2  | 4 | 10 | 0 |
| 巨人 | 0 | 0 | 0 | 0 | 0 | 0 | 1 | 0 | 1 | 0  | 2 | 4  | 1 |

1. （巨人2勝3敗）
2. 楽：辛島（5回）- ○則本（5回）
3. 巨：内海（6回）- 澤村（1回）- 山口（1回）- ●西村（1回2/3）- 青木（0回1/3）
4. 勝利：則本（1勝1敗）
5. 敗戦：西村（1敗1S）
6. 本塁打
巨：村田2号（7回1点・則本）
7. 審判
［球審］秋村
［塁審］佐々木（1B）、木内（2B）、森（3B）
［外審］有隅（LL）、杉永（RL）
8. 開始：18時17分 有料入場者：44,995人 時間：3時間49分

#### オーダー（第5戦）
| 楽天 | 楽天   | 楽天       |
| 打順 | 守備   | 選手       |
| ---- | ------ | ---------- |
| 1    | [右]   | 岡島       |
| 2    | [二]   | 藤田       |
|      | 走二   | 阿部       |
| 3    | [一]   | 銀次       |
| 4    | [中]左 | ジョーンズ |
|      | 走左   | 森山       |
| 5    | [三]   | マギー     |
| 6    | [左]   | 中島       |
|      | 走中   | 聖澤       |
| 7    | [遊]   | 松井       |
| 8    | [捕]   | 嶋         |
| 9    | [投]   | 辛島       |
|      | 投     | 則本       |

| 巨人 | 巨人 | 巨人   |
| 打順 | 守備 | 選手   |
| ---- | ---- | ------ |
| 1    | [右] | 長野   |
| 2    | [二] | 寺内   |
|      | 打   | 高橋由 |
|      | 走二 | 脇谷   |
| 3    | [遊] | 坂本   |
| 4    | [捕] | 阿部   |
| 5    | [三] | 村田   |
| 6    | [左] | 矢野   |
|      | 打左 | 亀井   |
| 7    | [一] | 中井   |
| 8    | [中] | 松本哲 |
| 9    | [投] | 内海   |
|      | 投   | 澤村   |
|      | 投   | 山口   |
|      | 打   | 石井   |
|      | 投   | 西村   |
|      | 投   | 青木   |
|      | 打   | ロペス |

#### ベンチ入り選手（第5戦）
楽天
- 投手：則本、長谷部、金刃、レイ、斎藤、小山伸、福山、ダックワース
- 捕手：伊志嶺
- 内野手：阿部、枡田、岩﨑
- 外野手：森山、牧田、聖澤、島内

巨人
- 投手：澤村、マシソン、高木京、西村、青木、山口、小山、今村
- 捕手：實松
- 内野手：ロペス、脇谷、石井
- 外野手：谷、亀井、鈴木、高橋由

#### 記録（第5戦）
チーム
- 連続2桁安打試合：3（楽天）、タイ記録、史上14度目[28]

個人
- 新人勝利投手：則本昂大（楽天）、史上14人目、17度目[28]

### 第6戦

#### 概要（第6戦）
巨人がこの年シーズン公式戦から日本シリーズにかけて連勝を続けた田中を攻略して、3勝3敗でタイとして逆王手をかけた。
先制したのはこの試合も楽天で、2回裏に1死二、三塁から嶋の内野ゴロ、一塁手ロペスの失策でこの回2点を挙げた。巨人は5回表にこのシリーズで2安打で不調だった坂本の2塁打で無死2塁とすると、この試合開始時までポストシーズン無安打と不調だったロペスの2点本塁打で同点に追いついた。この後高橋由のタイムリーも出て、この回3点を挙げて逆転。6回表にロペスの内野ゴロで1点を追加すると、7回からは山口、マシソンとつないで勝利した。先発の菅野は楽天打線を6番まで無安打に抑えるなど、7回3安打2失点の内容で勝利投手。
楽天はここまで3勝2敗で王手をかけ地元仙台に戻り、今季公式戦で不敗のエースを立てたものの、12安打4失点で田中は完投ながら敗れた。
なお、この第6戦から2021年の日本シリーズ2戦目まで、セ・リーグチームによる日本シリーズでのパ・リーグ本拠地での勝利がなかった。また、巨人のシリーズ勝利もこれが最後である（ここから9連敗）。

#### スコア（第6戦）
●楽天 2 - 4 巨人○ （日本製紙クリネックススタジアム宮城）
|      | 1 | 2 | 3 | 4 | 5 | 6 | 7 | 8 | 9 | R | H  | E |
| ---- | - | - | - | - | - | - | - | - | - | - | -- | - |
| 巨人 | 0 | 0 | 0 | 0 | 3 | 1 | 0 | 0 | 0 | 4 | 12 | 2 |
| 楽天 | 0 | 2 | 0 | 0 | 0 | 0 | 0 | 0 | 0 | 2 | 3  | 1 |

1. （楽天3勝3敗）
2. 巨：○菅野（7回）- H山口（1回1/3）- Sマシソン（0回2/3）
3. 楽：●田中（9回）
4. 勝利：菅野（1勝1敗）
5. セーブ：マシソン（1勝1S）
6. 敗戦：田中（1勝1敗）
7. 本塁打
巨：ロペス1号（5回2点・田中）
8. 審判
［球審］森
［塁審］木内（1B）、有隅（2B）、杉永（3B）
［外審］飯塚（LL）、山村達（RL）
9. 開始：18時35分 有料入場者：25,271人 時間：3時間16分

#### オーダー（第6戦）
| 巨人 | 巨人   | 巨人     |
| 打順 | 守備   | 選手     |
| ---- | ------ | -------- |
| 1    | [右]中 | 長野     |
| 2    | [中]   | 松本哲   |
|      | 打右   | 亀井     |
| 3    | [指]   | 高橋由   |
| 4    | [捕]   | 阿部     |
| 5    | [三]   | 村田     |
| 6    | [遊]   | 坂本     |
| 7    | [左]   | ボウカー |
|      | 左     | 鈴木     |
| 8    | [一]   | ロペス   |
| 9    | [二]   | 寺内     |

| 楽天 | 楽天   | 楽天       |
| 打順 | 守備   | 選手       |
| ---- | ------ | ---------- |
| 1    | [右]   | 岡島       |
| 2    | [二]   | 藤田       |
|      | 二     | 阿部       |
| 3    | [一]   | 銀次       |
| 4    | [指]   | ジョーンズ |
| 5    | [三]   | マギー     |
| 6    | [左]中 | 枡田       |
| 7    | [遊]   | 松井       |
| 8    | [捕]   | 嶋         |
| 9    | [中]   | 聖澤       |
|      | 打左   | 中島       |

#### ベンチ入り選手（第6戦）
巨人
- 投手：澤村、マシソン、高木京、西村、青木、山口、小山、今村
- 捕手：實松
- 内野手：脇谷、石井
- 外野手：谷、亀井、鈴木、矢野

楽天
- 投手：則本、長谷部、金刃、レイ、斎藤、小山伸、福山
- 捕手：伊志嶺
- 内野手：阿部、西田、岩﨑
- 外野手：森山、牧田、中島、島内

#### 記録（第6戦）
- 新人勝利投手：菅野智之（巨人）、史上15人目、18度目[32]
- 通算ホールド：7、山口鉄也（巨人）、自身の記録を更新[32]

### 第7戦

#### 概要（第7戦）
共に3勝3敗で迎えた第7戦は楽天が美馬・則本・田中の継投で巨人を完封、初の日本一を達成した。
先発は第3戦と同じ美馬と杉内。楽天は1回裏に坂本の失策で先制した。第2試合から6試合連続で先制点となった。2回裏には岡島の適時2塁打で2-0とした。巨人は先発の杉内から澤村に繋ぐが4回裏に牧田にソロ本塁打を許し、3対0とされる。5回裏から澤村に代えて内海を、8回裏からは西村をマウンドに送り、追加点を与えなかった。
楽天は美馬が6回無失点と第3戦に続いて好投、7・8回は則本が登板し無失点の好リリーフ。9回表は前日に9回160球と熱投した田中が本人の志願により登板。2安打され、2死1・3塁と一発出れば同点の場面で代打矢野を空振り三振に仕留め、無失点で締めた。この瞬間、楽天の日本一が決定、セーブを挙げた田中が胴上げ投手となった。この試合の勝利投手となった美馬はシリーズMVPを獲得した。
なお田中は翌年メジャーリーグのニューヨーク・ヤンキースに移籍したため、これが渡米前最後の登板となった。
楽天は球団創設9年目で初の日本一を達成、また星野監督は通算4度目の日本シリーズで初めて日本一になった。前述の通り星野は中日の生え抜きより、1998年の権藤博に次いで15年ぶり2人目の中日生え抜きの日本一監督誕生となった。なお日本シリーズ初出場優勝（チーム運営会社譲渡のものは除く）は、1978年にヤクルトスワローズが達成して以来35年ぶり7チーム目である。
一方、昨年日本一の巨人は第7戦に持ち込みながら完封負けを喫し、40年ぶりの日本シリーズ連覇を逃す結果になった。シリーズ前からの先発コマ不足に加え、エース格の杉内が先発した2試合いずれも2イニング持たずに降板する大誤算、失策や四死球からの失点など守備面のほころびが目立った。打撃もレギュラーシーズンではクリーンアップに座っていた坂本と阿部が揃って不振に陥るなど本来の実力を出し切れなかった。
前述の通り、巨人はこれまで既存のパ・リーグ6球団全て(消滅した近鉄を含むと7球団)と対戦しているが、日本シリーズで唯一勝てなかったのが楽天である。

#### スコア（第7戦）
○楽天 3 - 0 巨人● （日本製紙クリネックススタジアム宮城）
|      | 1 | 2 | 3 | 4 | 5 | 6 | 7 | 8 | 9 | R | H | E |
| ---- | - | - | - | - | - | - | - | - | - | - | - | - |
| 巨人 | 0 | 0 | 0 | 0 | 0 | 0 | 0 | 0 | 0 | 0 | 5 | 1 |
| 楽天 | 1 | 1 | 0 | 1 | 0 | 0 | 0 | 0 | X | 3 | 8 | 1 |

1. （楽天4勝3敗）
2. 巨：●杉内（1回2/3）- 澤村（2回1/3）- 内海（3回）- 西村（1回）
3. 楽：○美馬（6回）- H則本（2回）- S田中（1回）
4. 勝利：美馬（2勝）
5. セーブ：田中（1勝1敗1S）
6. 敗戦：杉内（2敗）
7. 本塁打
楽：牧田1号（4回1点・澤村）
8. 審判
［球審］杉永
［塁審］有隅（1B）、飯塚（2B）、山村達（3B）
［外審］秋村（LL）、佐々木（RL）
9. 開始：18時35分 有料入場者：25,249人 時間：3時間15分

#### オーダー（第7戦）
| 巨人 | 巨人 | 巨人     |
| 打順 | 守備 | 選手     |
| ---- | ---- | -------- |
| 1    | [右] | 長野     |
|      | 打右 | 亀井     |
| 2    | [中] | 松本哲   |
| 3    | [指] | 高橋由   |
| 4    | [捕] | 阿部     |
| 5    | [三] | 村田     |
| 6    | [遊] | 坂本     |
| 7    | [左] | ボウカー |
| 8    | [一] | ロペス   |
| 9    | [二] | 寺内     |
|      | 打二 | 脇谷     |
|      | 打   | 矢野     |

| 楽天 | 楽天   | 楽天       |
| 打順 | 守備   | 選手       |
| ---- | ------ | ---------- |
| 1    | [右]   | 岡島       |
| 2    | [二]   | 藤田       |
| 3    | [一]   | 銀次       |
| 4    | [指]   | ジョーンズ |
| 5    | [三]   | マギー     |
| 6    | [左]   | 中島       |
|      | 中     | 聖澤       |
| 7    | [遊]   | 松井       |
| 8    | [捕]   | 嶋         |
| 9    | [中]左 | 牧田       |

#### ベンチ入り選手（第7戦）
巨人
- 投手：澤村、菅野、マシソン、内海、西村、青木、山口、今村
- 捕手：實松
- 内野手：脇谷
- 外野手：谷、亀井、鈴木、橋本、矢野

楽天
- 投手：則本、田中、長谷部、金刃、レイ、斎藤、小山伸、福山
- 捕手：伊志嶺
- 内野手：枡田、西田、岩﨑
- 外野手：森山、聖澤、島内

#### 記録（第7戦）
チーム
- 継投で零封：楽天、28度目[38]

### 記録（シリーズ通算）
チーム
- 球団初優勝：楽天、創立9年目、1985年の阪神以来28年ぶり、12球団目
- 初出場初優勝：楽天、1978年のヤクルト以来35年ぶり、7球団目[39]
- パ・リーグ初優勝：楽天、1975年の阪急以来38年ぶり、6球団目
- パ・リーグ初出場初優勝：楽天、1962年の東映以来51年ぶり、3球団目
- 7試合最少本塁打：2、楽天、タイ記録、5度目[38]
- 7試合最少併殺打：2、楽天、タイ記録、3度目[38]
- チーム打率：.182、巨人、球団ワースト記録。打率1割台は13球団目[40]

個人
- 最優秀防御率（10イニング以上）：0.00、美馬学（楽天）、タイ記録、4人目[38]
- 最多補殺（二塁手）：28、寺内崇幸（巨人）、タイ記録、3人目[38]
- 最年長出場監督：66歳、星野仙一（楽天）[39]
- 最年長優勝監督：同上
- 完投勝利とセーブを記録：田中将大（楽天）、第2戦で完投勝利、第7戦でセーブ、6人目[41]

## 表彰選手
最高殊勲選手賞（MVP）
- 美馬学（楽天）

敢闘選手賞
- 長野久義（巨人）

優秀選手賞
- 田中将大（楽天）
- 銀次（楽天）
- 内海哲也（巨人）

また、これらに加えて冠スポンサーのコナミが「コナミ特別賞」として5つの個人賞を用意。受賞した選手にはコナミから賞金を進呈。なお｢特別賞｣の受賞選手は、大会期間中にコナミのウェブサイトでのファン投票で決定。
- みんなで選ぶコナミ賞：田中将大（楽天）
- ドリームナイン賞：藤田一也（楽天）
- BASEBALL HEROES賞：亀井善行（巨人）
- パワフルプロ野球賞：銀次（楽天）
- プロ野球スピリッツ賞：美馬学（楽天）

## テレビ・ラジオ中継

### テレビ中継
第1戦
- 東日本放送≪テレビ朝日系列 制作：テレビ朝日≫
  - 実況：清水俊輔（テレビ朝日）、解説：工藤公康、古田敦也
リポーター：松本龍、大西洋平（テレビ朝日）
  - 放送時間:18:30 - 22:10（70分延長）

- テレ朝チャンネル2でも放送あり

第2戦
- 東日本放送≪テレビ朝日系列 制作：テレビ朝日≫
  - 実況：清水俊輔、解説：工藤公康、古田敦也
リポーター：岩崎心平、大西洋平
  - 放送時間:18:30 - 21:58（60分延長）

- ※テレ朝チャンネル2では、翌日未明・早朝帯での録画放送を実施
- NHK BS1
  - 実況：豊原謙二郎、解説：梨田昌孝、ゲスト解説：金子千尋（オリックス）
リポーター：小野卓哉、宮田貴行
  - 放送時間：18:15 - 22:08（18分延長）

第3戦
- 日本テレビ≪日本テレビ系列≫
  - 実況：平川健太郎、解説：江川卓、赤星憲広、ゲスト解説：能見篤史（阪神）
リポーター：田辺研一郎、伊藤拓（ミヤギテレビ）、共同インタビュー：町田浩徳
  - 放送時間:18:05 - 21:54（60分延長）

- 日テレG+
  - 実況：町田浩徳（地上波放送外時間帯）
  - 放送時間:17:45 - 22:00（延長あり）

- NHK BS1
  - 実況：冨坂和男、解説：小久保裕紀
ゲスト解説：宮本慎也（ヤクルト）、リポーター：星野圭介、豊原謙二郎
  - 放送時間：18:00 - 21:58

第4戦
- 日本テレビ≪日本テレビ系列≫
  - 実況：新谷保志、解説：山本浩二、桑田真澄、ゲスト解説：ダルビッシュ有（レンジャーズ）
リポーター：田辺研一郎、伊藤拓、共同インタビュー：蛯原哲
  - 放送時間:18:05 - 22:44（110分延長）

- ※BS日テレにて23:00 - 23:54にダイジェスト版を放送。
- 日テレG+
  - 実況：蛯原哲（17:45 - 18:05）
  - 放送時間:17:45 - 22:00（延長あり）

第5戦
- 日本テレビ≪日本テレビ系列≫
  - 実況：河村亮、解説：水野雄仁、立浪和義、ゲスト解説：前田健太（広島）
副音声：亀梨和也、町田浩徳、山﨑武司（中日）
リポーター：田辺研一郎、伊藤拓、共同インタビュー：蛯原哲
  - 放送時間:18:05 - 22:19（85分延長）

- ※BS日テレにて同日23:00 - 23:54にダイジェスト版を放送。
- 日テレG+
  - 実況：蛯原哲（地上波放送外時間帯）
  - 放送時間:17:45 - 22:00（延長あり）

第6戦
- 東北放送≪TBS系列 制作：TBS≫
  - 実況：林正浩（TBS）、解説：衣笠祥雄、佐々木主浩
リポーター：守屋周、初田啓介（TBS）
  - 放送時間:18:00 - 22:04（70分延長）

- NHK BS1
  - 実況：竹林宏、解説：大野豊、小早川毅彦
リポーター：小野卓哉、塚本貴之
  - 放送時間：18:15 - 22:08（18分延長）

第7戦
- 東日本放送≪テレビ朝日系列 制作：テレビ朝日 制作協力：東日本放送・朝日放送≫
  - 実況：清水俊輔、解説：工藤公康、古田敦也
リポーター：松本龍、斎藤康貴（テレビ朝日）
  - 放送時間:18:30 - 22:14（80分延長）

- ※テレ朝チャンネル2では、翌日未明・早朝帯に録画放送
- NHK BS1
  - 実況：広坂安伸、解説：梨田昌孝、与田剛
リポーター：小野卓哉、塚本貴之
  - 放送時間：18:15 - 22:18（28分延長）

なお、第8戦が開催された場合の放映権は東日本放送≪テレビ朝日系列≫とNHK BS1が有していた。
※視聴率は（ビデオリサーチ調べ）、第1戦は22.5%（関東）、41.2%（仙台）。 第2戦は20.3%（関東）、40.2%（仙台）。第3戦は16.3%（関東）、32.6%（仙台）。第4戦は20.3%（関東）、40.3%（仙台）。第5戦は23.6%（関東）、44.1%（仙台）。第6戦（18時40分から196分間）は28.4%（関東）、42.7%（仙台）。第7戦は27.8%（関東）、44%（仙台）だった。

### ラジオ中継
巨人の出場に伴い、ニッポン放送に加えTBSラジオも全試合を自社制作。文化放送はスペシャルウィーク（聴取率調査期間）中の第1戦のみ自社制作。NRN加盟各局への送り出しキー局は、西暦奇数年度における慣行により奇数試合（第1・3・5・7戦）を文化放送、偶数試合（第2・4・6戦）をニッポン放送が担当。また、ラジオ日本が東京ドームで行われる第3、4、5戦の3試合のみを中継した。
また、楽天の地元である仙台では、Kスタ宮城での試合をTBCラジオが自社で放送するJRN向けと裏送りとなるNRN向けで2種類の番組を制作した。
- 放送時間については、幹事局のもののみ記載する。（ただし、制作局で流れない裏送り中継については記載しない。）

第1戦
- NHKラジオ第1≪全国放送≫
  - 実況：伊藤慶太、解説：武田一浩、リポーター：小野卓哉、宮田貴行
  - 放送時間：18:25 - （試合終了まで）
- 東北放送≪JRN…CBC・ABC他≫
  - 実況：佐藤修、解説：杉山賢人、リポーター：守屋周、椎野茂（TBS）
  - 放送時間：18:00 - （最大延長23:30[50]）
- NRN系列への裏送り≪NRN…STV・SF・MBS 制作：東北放送≫
  - 実況：松尾武（東北放送）、解説：高橋雅裕、リポーター：飯野雅人、高橋将市（文化放送）
- TBSラジオ≪関東広域圏ローカル≫
  - 実況：林正浩、解説：佐々木主浩、ゲスト解説：山﨑武司（中日）、リポーター：守屋周、椎野茂
  - 放送時間：18:00 - （試合終了まで）
- ニッポン放送≪関東広域圏ローカル≫
  - 実況：山田透、解説：野村克也、リポーター：洗川雄司、松本秀夫
  - 放送時間：17:50 - （試合終了まで）
- 文化放送≪関東広域圏ローカル≫
  - 実況：松島茂、解説：東尾修、ゲスト：石田純一、リポーター：鈴木光裕、高橋将市
  - 放送時間：17:45 - （試合終了まで）

第2戦
- NHKラジオ第1≪全国放送≫
  - 実況：広坂安伸、解説：与田剛、リポーター：小野卓哉、宮田貴行
  - 放送時間：18:25 - （試合終了まで）
- 東北放送≪JRN…CBC・ABC他≫
  - 実況：守屋周、解説：佐々木信行、リポーター：伊藤晋平、林正浩
  - 放送時間：18:00 - （最大延長23:30[50]）
- NRN系列への裏送り≪NRN…STV・SF・MBS 制作：東北放送≫
  - 実況：飯野雅人、解説：松本匡史、リポーター：松尾武
- TBSラジオ≪関東広域圏ローカル≫
  - 実況：椎野茂、解説：田淵幸一、ゲスト解説：前田智徳（広島）、リポーター：伊藤晋平、林正浩
  - 放送時間：18:00 - （試合終了まで）
- ニッポン放送≪関東広域圏ローカル≫
  - 実況：松本秀夫、解説：達川光男、野村弘樹、リポーター：洗川雄司 、山田透
  - 放送時間：17:30 - （試合終了まで）
- 文化放送≪関東広域圏ローカル≫
  - 実況：鈴木光裕、解説：森繁和、ゲスト解説：石井一久（西武、リポーター：松島茂、高橋将市
  - 放送時間：17:50 - （試合終了まで）

第3戦
- NHKラジオ第1≪全国放送≫
  - 実況：坂梨哲士、解説：大島康徳、リポーター：星野圭介、豊原謙二郎
  - 放送時間：18:05 - （試合終了まで）
- TBSラジオ≪JRN…TBC・CBC・MBS他≫
  - 実況：戸崎貴広、解説：衣笠祥雄、リポーター：初田啓介、飯野雅人
  - 放送時間：17:50 - （試合終了まで）
- ニッポン放送≪関東広域圏ローカル≫
  - 実況：師岡正雄、解説：江本孟紀、リポーター：煙山光紀、宮田統樹
  - 放送時間：17:30 - （試合終了まで）
- 文化放送≪NRN…STV・SF・ABC≫
  - 実況：高橋将市、解説：山崎裕之、リポーター：斉藤一美、松尾武
  - 放送時間：17:50 - （試合終了まで）
- ラジオ日本≪GBSとの2局ネット≫
  - 実況：矢田雄二郎、解説：篠塚和典、リポーター：小林幸明
  - 放送時間：17:55 - （試合終了まで）

第4戦
- NHKラジオ第1≪全国放送≫
  - 実況：宮田貴行、解説：鈴木啓示、リポーター：冨坂和男、豊原謙二郎
  - 放送時間：18:05 - （試合終了まで）
- TBSラジオ≪JRN…CBC・MBS他≫
  - 実況：初田啓介、解説：緒方耕一、リポーター：小笠原亘、飯野雅人
  - 放送時間：17:50 - （試合終了まで）
- ニッポン放送≪NRN…TBC・STV・SF・ABC他≫
  - 実況：煙山光紀、解説：大矢明彦、ゲスト解説：山﨑武司（中日）、リポーター：師岡正雄、松尾武（
  - 放送時間：17:30 - （試合終了まで）
- 文化放送≪関東広域圏ローカル≫
  - 実況：斉藤一美、解説：仁志敏久、リポーター：槙嶋範彦、長谷川太
  - 放送時間：17:50 - （試合終了まで）
- ラジオ日本≪GBSとの2局ネット≫
  - 実況：内藤博之、解説：水野雄仁、リポーター：小林幸明
  - 放送時間：17:55 - （試合終了まで）

第5戦
- NHKラジオ第1≪全国放送≫
  - 実況：渡辺憲司、解説：山本和行、リポーター：冨坂和男、豊原謙二郎
  - 放送時間：18:05 - （試合終了まで）
- TBSラジオ≪JRN…CBC・MBS他≫
  - 実況：小笠原亘、解説：元木大介、リポーター：戸崎貴広、飯野雅人
  - 放送時間：17:50 - （試合終了まで）
- ニッポン放送≪関東広域圏ローカル≫
  - 実況：山内宏明、解説：高津臣吾、リポーター：胡口和雄、松本秀夫
  - 放送時間：17:30 - （試合終了まで）
- 文化放送≪NRN…TBC・STV・SF・ABC他≫
  - 実況：槙嶋範彦、解説：駒田徳広、リポーター：飯塚治、松尾武
  - 放送時間：17:50 - （試合終了まで）
- ラジオ日本≪GBSとの2局ネット≫
  - 実況：小林幸明、解説：鹿取義隆、リポーター：内藤博之
  - 放送時間：17:55 - （試合終了まで）

第6戦
- NHKラジオ第1≪全国放送≫
  - 実況：豊原謙二郎、解説：小久保裕紀、リポーター：小野卓哉、塚本貴之
  - 放送時間：18:25 - （試合終了まで）
- 東北放送≪JRN…CBC・ABC他≫
  - 実況：飯野雅人、解説：佐々木信行、リポーター：松尾武、初田啓介
  - 放送時間：18:00 - （最大延長23:30[50]）
- NRN系列への裏送り≪NRN…STV・SF・MBS 制作：東北放送≫
  - 実況：佐藤修、解説：高橋雅裕、リポーター：伊藤晋平、師岡正雄
- TBSラジオ≪関東広域圏ローカル≫
  - 実況：戸崎貴広、解説：槙原寛己、リポーター：松尾武、初田啓介
  - 放送時間：18:30 - （試合終了まで）
- ニッポン放送≪関東広域圏ローカル≫
  - 実況：胡口和雄（ニッポン放送）、解説：田尾安志、リポーター：宮田統樹、師岡正雄
  - 放送時間：17:50 - （試合終了まで）
- 文化放送≪関東広域圏ローカル≫
  - 実況：飯塚治、解説：笘篠賢治、リポーター：鈴木光裕
  - 放送時間：17:45 - （試合終了まで）

第7戦
- NHKラジオ第1≪全国放送≫
  - 実況：冨坂和男、解説：大野豊、リポーター：小野卓哉、塚本貴之
  - 放送時間：18:25 - （試合終了まで）
- 東北放送≪JRN…CBC・ABC他≫
  - 実況：松尾武、解説：杉山賢人、リポーター：飯野雅人、戸崎貴広
  - 放送時間：18:00 - （最大延長23:30[50]）
- NRN系列への裏送り≪NRN…QR・STV・SF・MBS 制作：東北放送≫
  - 実況：守屋周、解説：佐々木信行、リポーター：佐藤修、鈴木光裕
- TBSラジオ≪関東広域圏ローカル≫
  - 実況：初田啓介、解説：青島健太、リポーター：飯野雅人、戸崎貴広
  - 放送時間：18:30 - （試合終了まで）
- ニッポン放送≪関東広域圏ローカル≫
  - 実況：師岡正雄、解説：若松勉、リポーター：宮田統樹、胡口和雄
  - 放送時間：17:30 - （試合終了まで）